# Cydosia jamaicensis
Cydosia jamaicensis är en fjärilsart som beskrevs av Cockerell 1896. Cydosia jamaicensis ingår i släktet Cydosia och familjen nattflyn. Inga underarter finns listade i Catalogue of Life.